# Wessisla
Wessisla è il primo album del gruppo sardo SR Raza, pubblicato per l'etichetta Undafunk nell'ottobre 1996. L'album risente fortemente delle sonorità del G-funk, proveniente dalla costa ovest degli Stati Uniti. Fra gli ospiti figurano i Flaminio Maphia e Viracocha.

## Tracce
1. La Vera Costa
2. A Sa Manera
3. Wessisla
4. Ho Parlato ad una Capra
5. Sardi Per Caso
6. Non Sopporto il Grigio
7. I Tratti della Calma (feat. Viracocha)
8. Oggi me Pasio
9. Lassame Aregolli iz Disi
10. Storto dal Mirto
11. Sogno da Homi-Cida
12. A Scopo del Mio Lucro (feat. Flaminio Maphia)
13. Voglio La Tua Testa
14. Rest in R.I.P.
15. La Sentenza